# Calomantispa picta
Calomantispa picta är en insektsart som beskrevs av Hermann Stitz 1913. Calomantispa picta ingår i släktet Calomantispa och familjen fångsländor. Inga underarter finns listade i Catalogue of Life.